# Francisco Martínez de la Rosa
Francisco de Paula Martínez de la Rosa Berdejo Gómez y Arroyo (Granada, 10 marzo 1787 – Madrid, 7 febbraio 1862) è stato un poeta, drammaturgo e politico spagnolo.

## Biografia
Francisco nasce a Granada nel 1787. Nel 1808, quando Napoleone invase la Spagna, fu inviato a Londra per sollecitare aiuti. Fu deputato liberale dal 1812 al 1814; a causa del suo liberalismo nel 1814 fu confinato a Gomera (isole Canarie) e vi rimase fino al 1820. Segretario di Stato nel 1822-23, durante il triennio liberale, non riuscì né a evitare la rivoluzione né il successivo intervento controrivoluzionario dei Francesi. Fu nuovamente in esilio durante il successivo decennio nefasto dal 1823 al 1831, soggiornando soprattutto a Parigi.
Ritornato in Spagna nel 1831, e fu il Primo ministro, succedendo a Francisco Cea Bermúdez, dal 1834 al 1835. Fu ambasciatore a Parigi nel 1839-1840 e a Roma nel 1842-1843, aderì al partito conservatore, ricoprì numerosi incarichi importanti e fu presidente del congresso e direttore della Reale Accademia spagnola, dal 1844 al 1846 d poi nuovamente dal 1857 al 1858 fu ministro degli esteri. Come politico gli vengono riconosciute intelligenza e onestà, ma anche mancanza di energia. In seguito fu ambasciatore a Parigi e a Roma (1842) e infine presidente delle Cortes nel 1852.
Come scrittore fu considerato, assieme a Espronceda, Bécquer e Rosalía de Castro, uno dei massimi esponenti del romanticismo spagnolo, ma ormai è caduto nell'oblio. I suoi versi sono giudicati eleganti ma privi di ispirazione profonda. Delle sue opere per il teatro si ricordano l'Edipo (1829) e La congiura di Venezia (1830), un dramma ispirato a un episodio della storia di Venezia: la congiura di Bajamonte Tipolo.

## Opere

### Drammi
- La viuda de Padilla (1812, Cadice)
- Lo que puede un empleo (1812, Cadice) Commedia satírica.
- Morayama (1815)
- La niña en casa y la madre en la máscara (1815)
- Los celos infundados o el marido en la chimenea (1824)
- Edipo (1829)
- Aben Humeya (1836)
- La conjuración de Venecia. Año de 1310 (1830)
- La boda y el duelo 1839

### Romanzi storici
- Hernán Pérez del Pulgar, el de las hazañas. Madrid, 1834.
- Isabel de Solís. (1837)

### Lirica
- Poesías. Madrid, 1833

### Saggi
- Espíritu del siglo. (1835, 1836, 1838)
- Bosquejo histórico de la política de España en tiempos de la dinastía austriaca. Madrid 1856
- La moralidad como norma de las acciones humanas. Madrid, 1856